# Championnats d'Europe de cyclisme sur piste juniors et espoirs 2001
Navigation
Championnats d'Europe 2002
Les Championnats d'Europe de cyclisme sur piste juniors et espoirs 2001 se sont déroulés à Brno en République tchèque pour les épreuves espoirs et à Fiorenzuola d'Arda en Italie pour les épreuves juniors. La compétition était ouverte aux juniors (17-18 ans) et espoirs (- 23 ans) chez les hommes et les femmes. À noter également la présence de quatre épreuves open, où peuvent concourir les coureurs de plus de 23 ans.

## Résultats

### Juniors
| Épreuves masculines    |                                                            |                                                                           |                                                               |
| Kilomètre              | Alois Kaňkovský                                            | Ruben Donet                                                               | Alexei Tchounossov                                            |
| Vitesse individuelle   | Mathieu Mandard                                            | Samuele Marzoli                                                           | Sergey Borisov                                                |
| Vitesse par équipes    | France Mathieu Mandard Mickaël Murat François Pervis       | Tchéquie Jaroslav Flendr Alois Kaňkovský Albert Pance                     | Russie Nikolai Dmitriev Sergey Borisov Arif Abassov           |
| Poursuite individuelle | Milan Behunek                                              | Vitaliy Kondrut                                                           | Martin Goldinger                                              |
| Poursuite par équipes  | Tchéquie Milan Behunek Zdenek Zdimal Tomas Macka Jan Kunta | Russie Ilya Krestianinov Alexei Tchounossov Alexey Shmidt Roman Paramonov | Italie Loris Gobbi Flavio Lucchini Davide Viganò Thomas Unari |
| Course aux points      | Alexey Shmidt                                              | Vitaliy Kondrut                                                           | Alois Kaňkovský                                               |
| Épreuves féminines     |                                                            |                                                                           |                                                               |
| 500 mètres             | Valentina Alessio                                          | Clara Sanchez                                                             | Julita Papinigyte                                             |
| Vitesse individuelle   | Clara Sanchez                                              | Valentina Alessio                                                         | Sharon Vandromme                                              |
| Poursuite individuelle | Gessica Turato                                             | Diana Elmentaitė                                                          | Lenka Valova                                                  |
| Course aux points      | Giorgia Bronzini                                           | Natalia Boyarskaya                                                        | Eleonora Soldo                                                |

### Espoirs
| Épreuves masculines    |                                                                     |                                                                                |                                                                       |
| Kilomètre              | Hervé Gané                                                          | Jérôme Hubschwerlin                                                            | Teun Mulder                                                           |
| Keirin                 | Andriy Vynokurov                                                    | José Antonio Villanueva                                                        | Teun Mulder                                                           |
| Vitesse individuelle   | Andriy Vynokurov                                                    | José Antonio Villanueva                                                        | Łukasz Kwiatkowski                                                    |
| Poursuite individuelle | Bradley Wiggins                                                     | Sergejus Apionkinas                                                            | Tomas Vaitkus                                                         |
| Poursuite par équipes  | Tchéquie Michal Kesl Stanislav Kozubek Libor Hlavac Alois Kaňkovský | Lituanie Tomas Vaitkus Vytautas Kaupas Aivaras Baranauskas Sergejus Apionkinas | Russie Ivan Terenine Mikhail Mikheev Andrey Pchelkin Vasily Intoukine |
| Course aux points      | Devid Garbelli                                                      | Stanislav Kozubek                                                              | Szymon Kurdynowski                                                    |
| Épreuves féminines     |                                                                     |                                                                                |                                                                       |
| 500 mètres             | Katrin Meinke                                                       | Daniela Clausnitzer                                                            | Tamilla Abassova                                                      |
| Vitesse individuelle   | Céline Nivert                                                       | Tamilla Abassova                                                               | Lyudmyla Vypyraylo                                                    |
| Poursuite individuelle | Lada Kozlíková                                                      | Juliette Vandekerckhove                                                        | Gitana Gruodyte                                                       |
| Course aux points      | Lada Kozlíková                                                      | Lyudmyla Vypyraylo                                                             | Katrin Meinke                                                         |

### Open
| Épreuves masculines |                                                        |                                                            |                                                                  |
| Vitesse par équipes | Allemagne Carsten Bergemann Matthias John Stefan Nimke | Pologne Grzegorz Krejner Łukasz Kwiatkowski Marcin Mientki | Grèce Kleanthis Bargkas Dimitrios Georgalis Lampros Vasilopoulos |
| Omnium              | Franco Marvulli                                        | Alexander Aeschbach                                        | Franz Stocher                                                    |
| Omnium sprint       | Pavel Buráň                                            | Ainārs Ķiksis                                              | Viesturs Berzin                                                  |
| Épreuves féminines  |                                                        |                                                            |                                                                  |
| Omnium              | Olga Slyusareva                                        | Svetlana Ivakhonenkova                                     | Vera Carrara                                                     |

## Tableau des médailles
| Rang  | Nation          | Or | Argent | Bronze | Total |
| ----- | --------------- | -- | ------ | ------ | ----- |
| 1     | Tchéquie        | 7  | 2      | 2      | 11    |
| 2     | France          | 5  | 3      | 0      | 8     |
| 3     | Italie          | 4  | 2      | 3      | 9     |
| 4     | Russie          | 2  | 4      | 5      | 11    |
| 5     | Ukraine         | 2  | 3      | 1      | 6     |
| 6     | Allemagne       | 2  | 1      | 1      | 4     |
| 7     | Suisse          | 1  | 1      | 1      | 3     |
| 8     | Grande-Bretagne | 1  | 0      | 0      | 1     |
| 9     | Lituanie        | 0  | 3      | 3      | 6     |
| 10    | Espagne         | 0  | 3      | 0      | 3     |
| 11    | Pologne         | 0  | 1      | 2      | 3     |
| 12    | Lettonie        | 0  | 1      | 1      | 2     |
| 13    | Pays-Bas        | 0  | 0      | 2      | 2     |
| 14    | Autriche        | 0  | 0      | 1      | 1     |
|       | Belgique        | 0  | 0      | 1      | 1     |
| -     | Grèce           | 0  | 0      | 1      | 1     |
| Total | Total           | 24 | 24     | 24     | 72    |